# Духовенко Семен Ілліч
Семен Ілліч Духове́нко (15 вересня 1930, Троїцьке — 24 травня 2005, Дніпропетровськ) — український художник театру, скульптор, педагог; член Спілки радянських художників України з 1987 року. Заслужений працівник культури УРСР.

## Біографія
Народився 15 вересня 1930 року в селі Троїцькому (нині Павлоградський район Дніпропетровська область, Україна). Упродовж 1947—1952 років навчався у Дніпропетровському художньому училищі, був учнем Олександра Ситника. Дипломна робота — гіпсова скульптура Григорія Котовського.
Після здобуття фахової освіти працював у Дніпропетровському товаристві художників; з 1957 року — у Дніпропетровському ляльковому театрі. Одночасно протягом 1962—1967 років викладав у художній студії при Будинку культури Дніпропетровської залізниці та з 1970 року викладав технології виготовлення ляльок у Дніпропетровському театральному училищі. У 1997—2002 роках працював у Дніпропетровському українському молодіжному театрі: з 1999 року — головний художник.
Мешкав у Дніпропетровську в будинку на вулиці Ленінградській, № 16, квартира № 42. Помер у Дніпропетровську 24 травня 2005 року.

## Творчість
Оформив вистави
- «Пригоди Чанду» А. Д. Іловайського (1958);
- «Чарівна лампа Аладдіна» Ніни Гернет (1960);
- «Відважний Дзег» В. А. Алексєєва (1962);
- «Пригоди Буратіно» за Олексієм Толстим (1964);
- «Нерозмінний рубль» Юрія Єлісєєва (1966);
- «Іван садівник і царівна» Тетяни Якоб (1967);
- «Попелюшка» Тамари Габбе (1968);
- «Два клени» Євгена Шварца (1970);
- «Чортів млин» Ісидора Штока (1974);
- «Блакитне щеня» Дюли Урбана (1974);
- «Котигорошко» Григорія Усача (1977);
- «Абрикосова кісточка» Н. Осипової (1978);
- «Івасик-Телесик» Юхима Чеповецького (1979);
- «Вовк та семеро козенят» Н. Йорданова (1981);
- «Палаючі вітрила» Леоніда Браусевич (1983);
- «Казка про попа і наймита його Балду» за Олександром Пушкіним (1984);
- «Мимрятко» В. Афоніна (1998);
- «Цирк Шардам» Данила Хармса (1998);
- «Абетка здоров'я» Володимира Мазура (2003).

Створив ляльки: «Попандополо» (1967), «Домовик» (1967), «Носоріг» (1986), «Жираф» (1986).
Станкова скульптура
- «За мир» (1950, гіпс);
- «Володимир Ленін» (1953, гіпс тонований, співавтор Анатолій Білик);
- «Богдан Хмельницький» (1954, гіпс);
- «Запорожець» (1960, гіпс тонований);
- «Портрет монтажника Пономаренка» (1965, гіпс тонований; Новомосковський краєзнавчий музей);
- «Хлопчиш-Кибальчиш» (1967, оргскло);
- «1918 рік. Прощання» (1968, пісковик),
- «Материнство» (1969, пісковик).

Пам'ятники

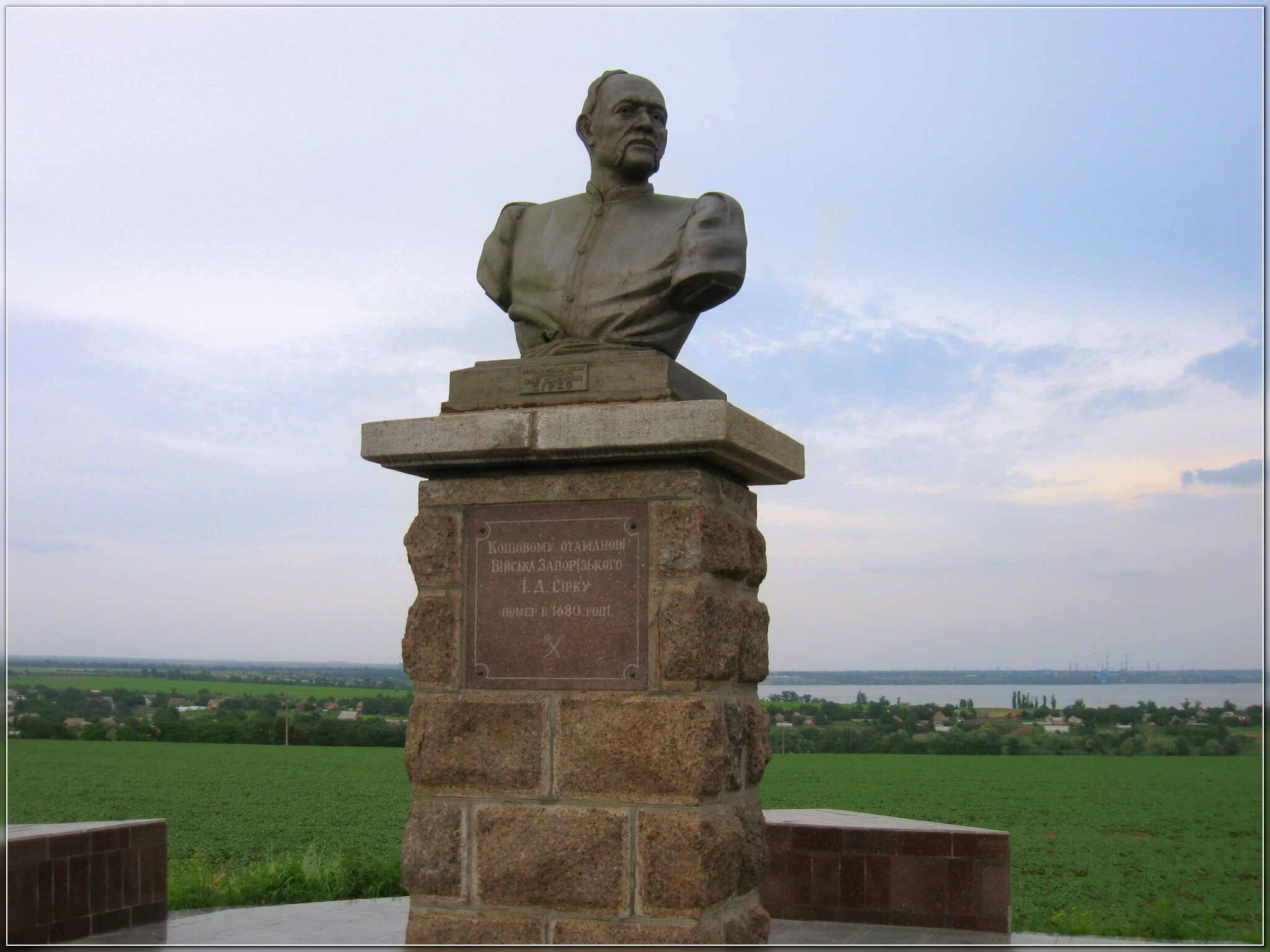
Пам'ятник Івану Сірку.

- Сергію Кірову у селі Троїцькому (1950-ті)[3];
- Отаману Івану Сірку у селі Капулівці (1955, чавун; співавтори Анатолій Білик і Олександр Ситник).

Брав участь у виставках з 1949 року.

## Вшанування
10 вересня 2010 року у Дніпропетровську, на фасаді будинку на вулиці Володимира Мономаха, № 23, де розташований Дніпропетровський український молодіжний театр, встановлено меморіальну дошку, присвячену Семену Духовенку.